# Franco Cucinotta
Franco Cucinotta (* 22. Juni 1952 in Novara di Sicilia) ist ein ehemaliger italienischer Fußballspieler, der im Sturm spielte und seine gesamte Karriere in der Schweiz verbrachte. Dabei wurde er Torschützenkönig der Schweizer Fussballmeisterschaft 1976/77 und des Europapokal der Landesmeister 1976/77. Zudem gewann er mit dem FC Servette den Schweizer Ligacup (1979/80) und mit dem FC Sion den Schweizer Cup (1981/82).

## Biographie
Franco Cucinotta wurde 1952 in der Gemeinde Novara di Sicilia (Provincia de Messina) geboren und wuchs in Montreux (Schweiz) auf, wohin seine Familie 1960 zum Arbeiten auswanderte. 
Er arbeitete nach seiner Karriere als Spieler in der Versicherungsbranche. 1988 ließ er sich scheiden. Später nahm er den Rat eines ehemaligen Teamkollegen an und lebte bis 2007 in Afrika. Als er wieder in die Schweiz zurückkehrte, fand er Arbeit im Finanzsektor.

## Karriere als Spieler
Franco Cucinotta spielte in den Jugendmannschaften von Montreux-Sports. 1970 gab er in der ersten Liga der Schweiz sein Debüt für Lausanne und spielte später beim FC Sion. 1976 wurde er Profi beim Meisterschaftsgewinner FC Zürich. Dabei erreichte er in der neuen Saison mit seinem Team den dritten Platz der nationalen Meisterschaft und wurde mit 21 Toren Torschützenkönig (insgesamt 28 Treffer in allen Wettbewerben). Mit dem FC Zürich kam er bis zum Halbfinale des Europapokals 1976/77 durch die Niederlage gegen den späteren Europameister FC Liverpool. Auch in diesem Turnier wurde er bester Saisontorschütze mit 5 Toren (geteilt mit Gerd Müller). 1978 ging der Spieler zum FC Chiasso für 400 000 Franken (ca. 200 000 DM), wechselte nach einer Saison zum FC Servette und spielte ab 1981 noch beim FC Sion. Cucinotta beendete seine Karriere 1985, ohne jemals in Italien spielen zu können.

## Titel, Erfolge und Auszeichnungen

### Verein

#### Sion
- Schweizer Cup: 1981/82

#### Servette
- Schweizer Ligacup: 1979/80

### Individuelle Auszeichnungen
- Torschützenkönig der Schweizer Fussballmeisterschaft 1976/77: 21 Tore
- Torschützenkönig des Europapokals der Landesmeister 1976/77: 5 Tore (geteilt mit Gerd Müller)